# Le Jura libre
Le Jura libre (oficialment Le Jura libre – Optique jurassienne) és un setmanari suís que apareix a Moutier (BE), Suïssa.

## Història
El 6 février 1948, Roger Schaffter, Roland Béguelin i Roger Chatelain es reunien a l'Hôtel de la Gare de Moutier per crear la societat cooperativa Jura Libre. Ells es convertiran en els editors. Aquest diari és l'òrgan del Rallye del Jura (avui Moviment Autonomista del Jura).
El primer número va aparèixer el 13 février 1948. Aquest s'imprimeix a Boéchat SA a Delémont [N 1] i l'editorial està signat per Roger Schaffter. A partir d'aquesta data, el diari apareix cada dues setmanes després, a partir del 19 de maig de 1952, un cop per setmana.
El septembre 1981, L'Optique jurassienne (que és l'antiga Feuille d'Avis de Moutier ) es va integrar al Jura lliure; arran d'aquesta fusió, el diari va ser rebatejat: L'òptica lliure Jura.

## Personalitats

### Editors en cap
- Roger Schaffter (1948-1950);[4]
- Roland Béguelin (1950-1990);[5]
- Pierre-André Comte (des de 1990).[6]

### President de la junta directiva
Alain Charpilloz